# Varus (мережа супермаркетів)
Varus — українська мережа супермаркетів, яка заснована у 2003 році кіпрською компанією «Weygant Enterprises limited». У жовтні 2022 року мережа налічувала 116 супермаркетів у Дніпропетровській, Донецькій, Кіровоградській, Запорізькій, Київській, Одеській областях та Києві. Компанія у 2021 році зайняла 49-те місце у рейтингу журналу Форбс у категорії «100 найбільших приватних компаній України 2021».

## Історія
Перший супермаркет «Varus» відкритий у 2003 році в місті Дніпро.
У 2009 році супермаркети «Брусничка» поглинули 22 магазини «Varus-Express».
У 2011 році власники мережі «Varus» викупили частину супермаркетів «Rainford» та «Цент» у семи містах центральних областей України й почали відкривати на їх базі супермаркети «Varus» у форматі «магазин біля дому».
У березні 2014 року торговельна мережа «Varus» отримала права оренди приміщень, обладнання та товарних залишків російських магазинів «Перекресток» в Україні й протягом декількох місяців здійснила ребрендинг та відкрила супермаркети під власним брендом.
У жовтні 2017 року «Varus» придбав супермаркети «Billa» у Дніпрі та Запоріжжі.
У 2019 році кількість супермаркетів «Varus» зросла до 76, а у листопаді 2020 року мережа сягнула 100 магазинів. У грудні 2019 року сервіс доставлення Zakaz.ua розпочав здійснювати доставлення продуктів із супермаркетів «Varus» у Києві.

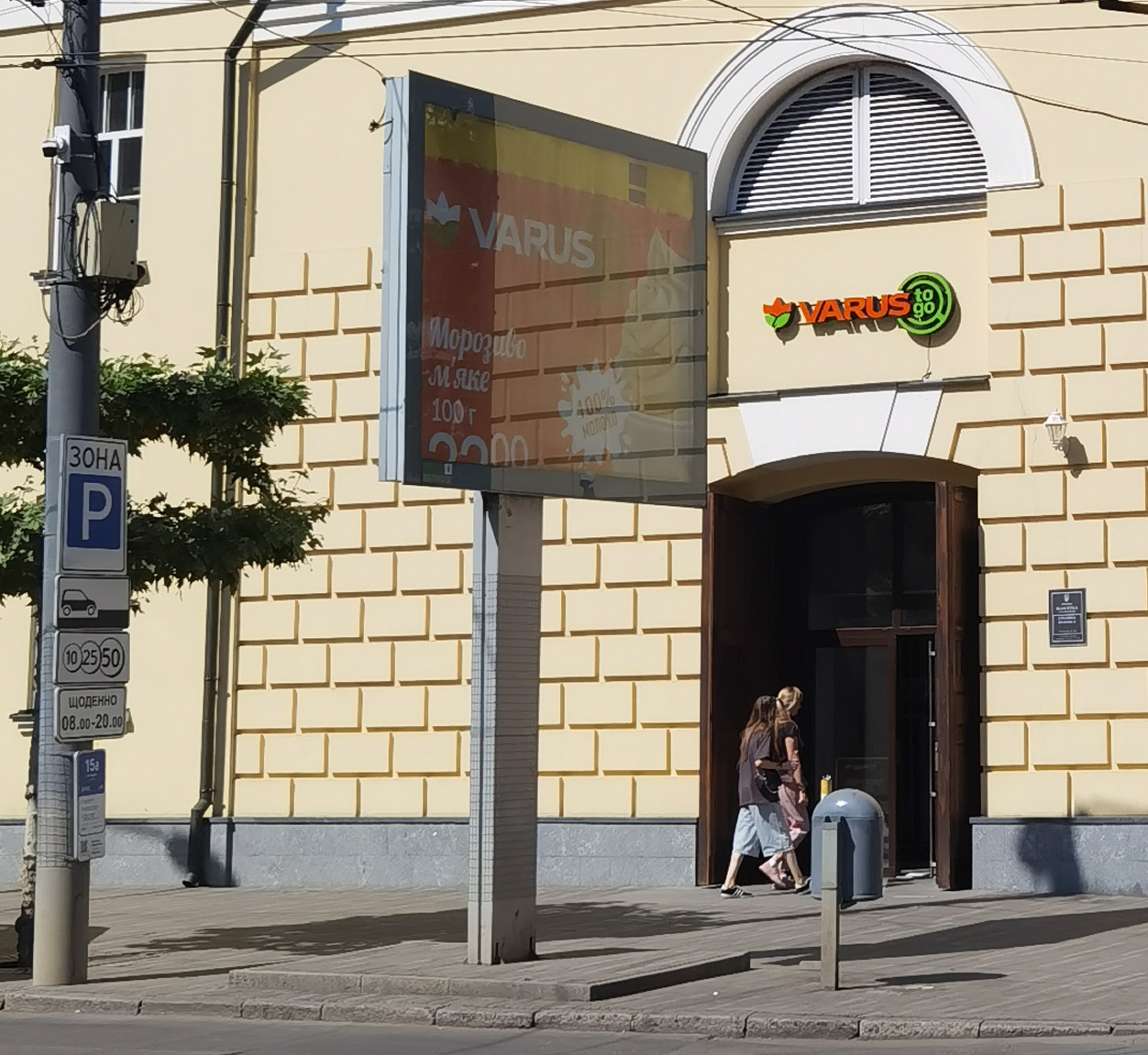
Вхід до Варуса у Дніпрі.

У вересні 2022 року «Varus» спільно з Binance запустили можливість розрахунку за покупки на сайті мережі криптовалютою.

### Російське вторгнення в Україну
З 24 лютого 2022 року, внаслідок російського вторгнення в Україну мережа «Varus» скоротилася на 15 % через закриття супермаркетів у Донецькій та Запорізькій областях. Зі 116 супермаркетів мережі станом на вересень 2022 року продовжили роботу лише 98. Під час наступу російських військ на Київ, внаслідок обстрілу та потрапляння снарядів, зруйновано склад замороженої продукції компанії у місті Бровари. У Дніпрі внаслідок ракетного удару знищено склад обладнання «Varus» загальною площею 7 000 м².
У компанії заявили, що магазини «Varus» продовжать роботу в окупованому Херсоні, допоки можливо буде здійснювати інкасацію коштів на неокупованій території, або до заборони на роботу з боку української влади.
Попередні збитки від російського вторгнення співвласник мережі «Varus» Руслан Шостак оцінив у «сотні мільйонів» гривень.
У березні 2025 року мережа супермаркетів «VARUS» зафіксувала в суді збитки, завдані обстрілом ТЦ «Аврора» в Запоріжжі у травні 2022 році, в приміщенні якого розташовувався супермаркет «VARUS», та зупинкою роботи магазину у тимчасово окупованому Енергодарі. Обстріл завдав супермаркету «VARUS» збитків на 663 тисячі доларів США. Загальна сума втрат оцінена у понад 1,3 млн доларів. Оцінка втрат мережі обумовлена для майбутнього отримання компенсації від РФ через міжнародні механізми.